# Zámecký buk
Zámecký buk je památný strom ve městě Poběžovice v okrese Domažlice. Buk lesní (Fagus sylvatica) roste v zámeckém parku, obvod jeho kmene měří 360 cm a koruna stromu dosahuje do výšky 23 m (měření 2005). Chráněn je od roku 2005 pro svůj vzrůst a jako krajinná dominanta.

## Stromy v okolí
- Lípa u hřbitova